# Константин Бодин
Константѝн Бо̀дин/Бъдин е най-малкият син на зетския велик жупан, византийски протоспатарий, а впоследствие и крал Михаил от династията Воиславлевичи. Той е потомък на Комитопулите, внук на Теодора Косара и Иван Владимир[източник? (Поискан днес)], което му дава основание при второто голямо българско въстание срещу византийското владичество да се обяви в 1072 г. за цар на българите. В българската историография е известен и като Константин Бодин-Петър.  Констатин Бодин се самоназовава  Петър, за да демонстрира приемственост с Петър I Български и допълнително да подсили своята легитимност.
Въстанието е подготвено от първенците на Скопие начело с кавханския потомък Георги Войтех. Константин Бодин като наследник на Самуил, заедно с войските му, е поканени от въстаниците. Бодин тръгва заедно с войводата Петрила, което кара някои изследователи да се съмняват, че той не е бил напълно независим владетел. Войводата Петрила се спуска надолу към Костур. Според добавката на Михаил Деволски българите първо овладели Охрид (той все още не бил укрепен, след като Василий II разрушил неговите укрепления) и след него Девол. През това време Бодин тръгва в настъпление към Ниш и го превзема, разполагайки се в него „като цар“. Атаката на Петрила е разбита пред крепостта Костур, скоро след това Георги Войтех предава Скопие на ромеите. Бодин бърза да се върне от север, за да си върне престолнината (Скопие). Съществуват версии, че Войтех се е разкаял за действията си и предлага, на Бодин, да му предаде ключовете за Скопие, преди да са дошли ромеите, но византийският военоначалник Михаил Саронит узнава за сделката, и успява да изненада Бодин с голяма войска. В последвалата битка Констатин Бодин е пленен в сражението от византийците. Пратен е в Константинопол и окован е затворен в манастира „Св. св. Сергий и Вакх“, а малко по-късно бил отведен в Антиохия. Георги Войтех е измъчван по пътя за византийската столица, не издържал на болките и починал, преди да стигне до Константинопол.
След смъртта на баща си Михаил Войслав през 1081 г., Бодин наследява зетския престол с първата сръбска кралска титла в префектура Илирик – на кралство Зета, като управлява поне до 1101 г.
Констанин Бодин, противно на политиката на баща си, се стреми да направи Дубровнишката архиепископия част от кралство Дукля. Наследен е 1101 – 1102 г. от брат си Доброслав II († сл. 1103).

## Фамилия
Константин Бодин се жени за Жаквинта, дъщеря на норманския губернатор на Бари. Те имат следните деца:
- Михайло II, титулар крал на Дукля ок. 1101 – 1102
- Георги/Дорде Бодинович, титулар крал на Дукля ок. 1118 и 1125 – 1127
- Аркарик (Арцисиус), ноември 1114
- Томас

## Памет
На Константин Бодин е наречена улица в квартал „Надежда I“ в София (Карта).